# Autoar
 (mars 2025).
La société Autoar était un constructeur automobile argentin créé par l'italien Piero Dusio en 1949 à Buenos Aires.

## Contexte historique
L'Argentine des années 1950 devait renouveler son parc automobile vieillissant, datant d'avant la Seconde guerre mondiale ce qui a incité le gouvernement argentin à encourager l'implantation d'entreprises étrangères. Alors que les grands constructeurs automobiles nord-américains et européens ne donnaient pas suite à l'invitation, l'industriel italien Piero Dusio y trouva l'occasion d'étendre dans le pays sa marque de sport Cisitalia et créa la marque Autoarg, transformée peu après en Autoar pour des raisons purement phonétiques.
À partir de 1947, Piero Dusio et Ferdinand Anton Ernst Porsche nouent des liens d'amitié très étroits, à tel point que ce sera Piero Dusio qui versera une très importante rançon pour la libération de son père Ferdinand Porsche, détenu en France comme prisonnier de guerre. C'est pour cela qu'en reconnaissance, Ferry Porsche créa, pour Dusio, une voiture de Grand Prix qui puisse tenter de contrecarrer la supériorité écrasante de l'Alfa Romeo 158 en compétition. La nouvelle voiture, baptisée Cisitalia 360, disposait d'un moteur 12 cylindres boxer suralimenté de 1500 cm3, monté à l'arrière, développant 500 Ch au banc et de la traction intégrale.
Un peu en raison de la très forte somme d'argent déboursée pour la libération de Ferdinand Porsche et les coûts importants consacrés à la réalisation et au développement des nouveaux prototypes, Cisitalia va connaître une grave crise financière. Le constructeur sera placé sous contrôle judiciaire en 1949 et contraint, l'année suivante, d'accepter un concordat.

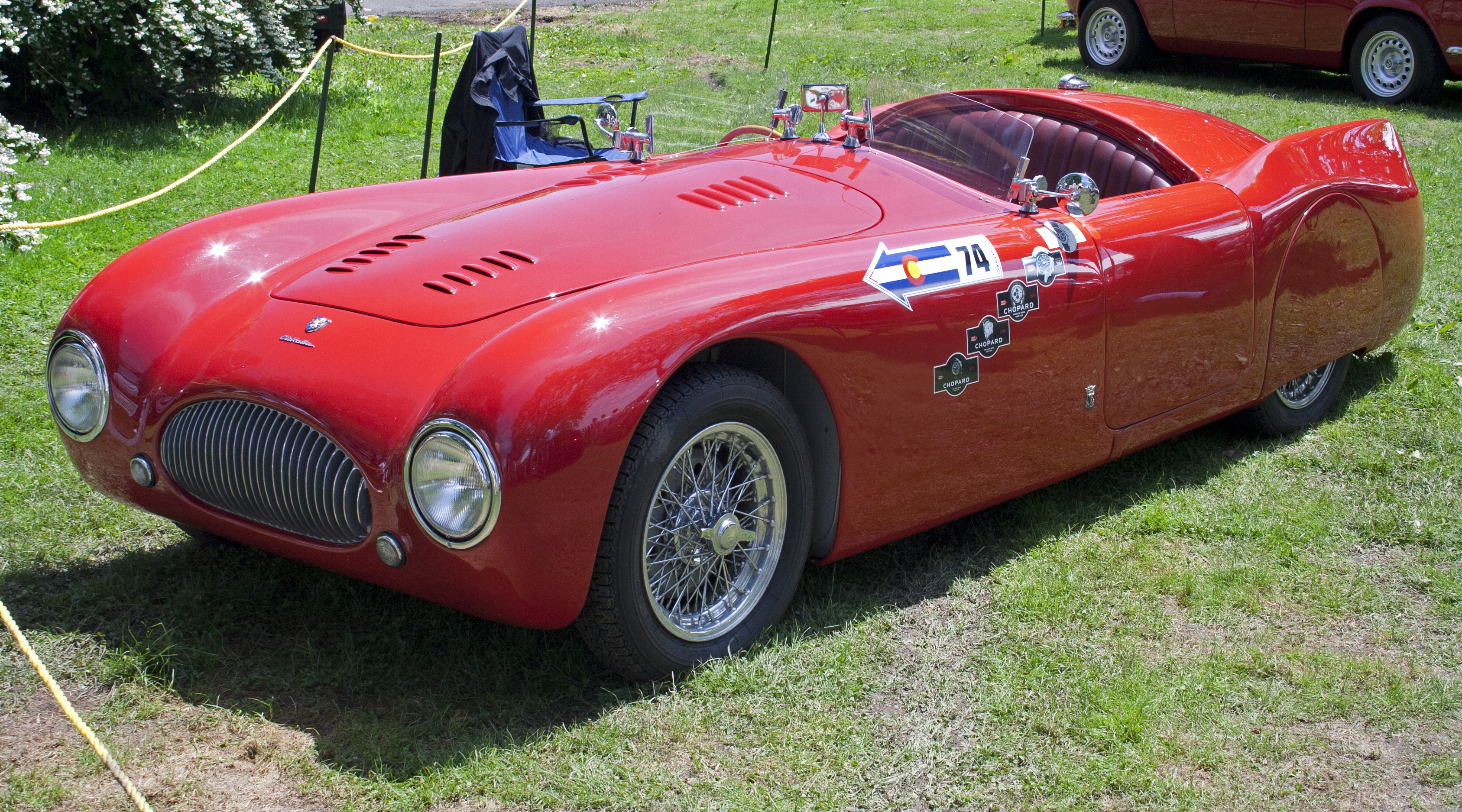
Cisitalia 202S MM Nuvolari (1949)

Piero Dusio réussit tant bien que mal à sauver le projet de la nouvelle "360" et s'installe en Argentine. Il crée la "Société d'Exploitation Cisitalia", contrôlée par ses créditeurs, mais dans laquelle il reste actionnaire. Ferry Porsche a toujours considéré qu'il avait une énorme dette envers Dusio pour la générosité qu'il avait montrée à son égard. En 1953, il fit ajouter au nom de sa nouvelle Porsche 550 l'appellation Spyder, en hommage à Dusio qui avait, le premier au monde, utilisé ce terme, typiquement italien, pour sa Cisitalia 202 Spyder Mille Miglia.

## Histoire
La création de l'entreprise par Piero Dusio a été motivée par deux aspirations du président Juan Domingo Perón. D'une part, la création d'une équipe argentine de pilotes et de voitures de courses pour concourir au niveau international et, d'autre part, promouvoir la fabrication locale de voitures et de pièces détachées automobiles.
En janvier 1948, le gouvernement argentin envoie le nouveau champion national, Clemar Bucci, en Europe pour établir des contacts avec des usines et des équipes et les inciter à venir s'installer en Argentine. Une rencontre avec Piero Dusio ouvrit les portes de la solution. Séduit par les projets du gouvernement argentin, Dusio fait visiter les ateliers turinois de Cisitalia à Bucci qui découvre la Cisitalia Grand Prix conçue avec Porsche et voit, dans cette monoplace, la voiture idéale pour créer l'"Escudería Argentina". Dès lors, des démarches officielles aboutissent à l'installation de Piero Dusio et de sa compagnie en Argentine.
Le transfert en Argentine s'est avéré une solution mutuellement avantageuse. Elle a permis à l'entreprise italienne de se capitaliser grâce aux crédits et aux facilités accordés par l'État argentin et l'Argentine a trouvé un constructeur étranger prêt à investir dans le pays et créer sa propre usine automobile. Par le décret 18.996, daté du 10 août 1949, l'industrie automobile a été déclarée d'importance vitale pour le développement économique du pays. La loi autorisa l'entreprise Autoar à importer librement des machines, des installations et des matériaux destinés à construire une usine pour la production de tracteurs et d'automobiles.

### Autoar - Un nom argentin
Bien qu'il s'agisse d'un investissement étranger, Piero Dusio a souhaité donner à son entreprise une connotation locale. L'idée de créer une entreprise automobile nationale était évidente dans le nom attribué à l'entreprise : Autoarg (Entreprise automobile argentine). Pour des raisons phonétiques, la lettre « G » a été supprimée. Dusio a décidé, par contre, de conserver la marque Cisitalia pour la fabrication de voitures de sport et de course, qui continuaient aussi à être produites en Italie à un rythme plus lent et avec un effectif réduit à 70 ouvriers.
Le siège social de la société a été établi au 650-658, rue Charcas, à Buenos Aires. Autoar avait acheté un terrain de 275,5 hectares dans le district de Quilmes, pour y construire l'usine et des logements pour les ouvriers et employés de l'entreprise. Ce projet ambitieux impliquait l’embauche de 5.000 salariés pour assurer une production quotidienne de 50 unités.

### La production d'Autoar
Une large gamme de modèles utilitaires a été annoncée, dont un break, une fourgonnette et un pick-up, tous équipés d'un moteur quatre cylindres de 60 ch. Des modèles de luxe ont également été annoncés, une berline équipée d'un moteur 6 cylindres de 2.000 cm3 et sa version cabriolet, conçues par la société pour répondre aux besoins de transport de l'Argentine et des pays d'Amérique du Sud.
Autoar a débuté la production automobile en décembre 1950 dans une usine située à Tigre, province de Buenos Aires, beaucoup plus modeste et avec une capacité de production inférieure à celle initialement prévue. Le premier modèle était un break avec une carrosserie conçue par Aldo Brovarone sur un châssis d'origine Porsche. Côté motorisation, le choix était possible entre 3 moteurs :
- Willys-Kaiser Motors type L134 - 2.199 cm3 développant 65 ch, vitesse 130 km/h,
- Fiat type 105 - 1.901 cm3 développant 71 ch, vitesse 130 km/h,
- Ford-Simca - Ford V8 « Aquilon » - 2.351 cm3 développant 85 ch, vitesse 140 km/h.

La version break (rurales) s'appelait PWO (pour Porsche et Willys Overland). Elle était également proposée en version pick-up avec les mêmes caractéristiques mécaniques et une charge utile de 750 kg.
À la fin des années 1950, une nouvelle gamme de véhicules utilitaires a été lancée, proposés en versions "Micropanorámico" (minibus), fourgon avec cabine double et fourgon mixte.
En 1959, Autoar conclut un accord avec le constructeur allemand NSU Motorenwerke Aktiengesellschaft Neckarsulm pour produire localement la petite NSU Prinz.

### La NSU-Autoar Prinz
La NSU-Autoar Prinz était une petite berline à deux portes pouvant accueillir quatre passagers. Avec 4 personnes à son bord, le réservoir plein et 9 kg de bagages, la voiture disposait d'une répartition de charge idéale, 50 % sur chaque essieu. La caisse autoportante avait des dimensions réduites, 3.145 mm de longueur hors tout pour 2.000 mm d'empattement, 1.420 mm de largeur pour une largeur de voie de 1.200 mm lui confèrent un rayon de braquage de seulement 4.300 mm.
La NSU était proposée en deux versions : Prinz III et Prinz 30. Toutes deux étaient équipées du même moteur, un bicylindre à quatre temps de 583 cm3 disposé transversalement sur l'essieu arrière, refroidi par air par une turbine centrifuge mais avec des taux de compression différents (6,3:1 et 7,6:1), qui développaient des puissances de 24 et 34 ch. Ce moteur était basé sur celui de la moto NSU Max, un moteur monocylindre de 250 cm3 qui développait 20 ch.
Son bon rapport puissance/poids en faisait le véhicule le plus agile de sa catégorie bien que sa vitesse maximale de pointe soit de 120 km/h pour le modèle Prinz 30 et de 100 km/h pour la version de base. La plus grande vertu de la NSU-Autoar Prinz était sa faible consommation de carburant, 6,2 litres aux 100 kilomètres dans le modèle Prinz 30, quasiment la moitié de la consommation des voitures en circulation. Avec son réservoir de 24 litres, elle disposait d'une autonomie théorique de 360 kilomètres.
Son prix, en 1961, était fixé à 247 500 $, ce qui la rendait compétitive par rapport à sa rivale directe, la Citroën 2CV à 255 000 $. Sa production s'est poursuivie jusqu'en 1963, date à laquelle l'entreprise a été liquidée en raison de difficultés financières après avoir fabriqué 2.432 exemplaires.